# کلاه (کالبدشناسی)

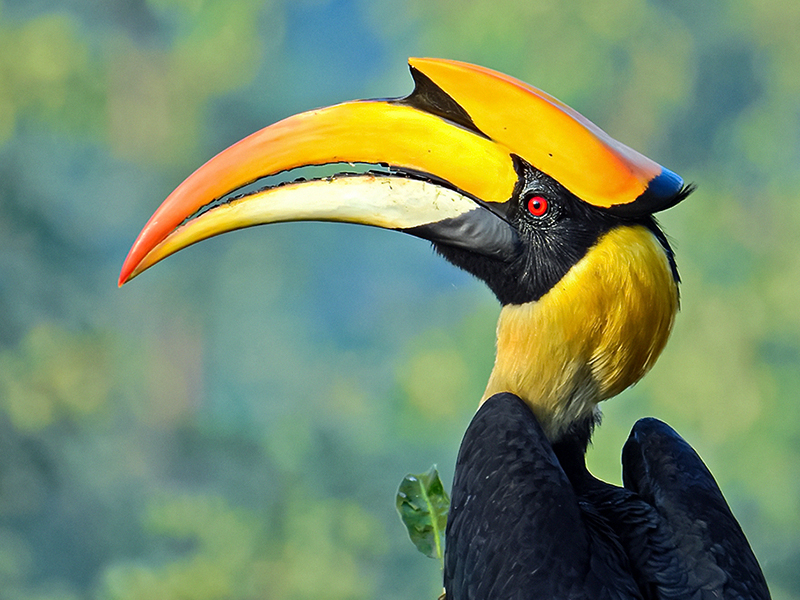
این نوک‌شاخ بزرگ نر مانند بیشتر نوک‌شاخ‌ها دارای کلاه برجسته‌ای در فک بالا است.

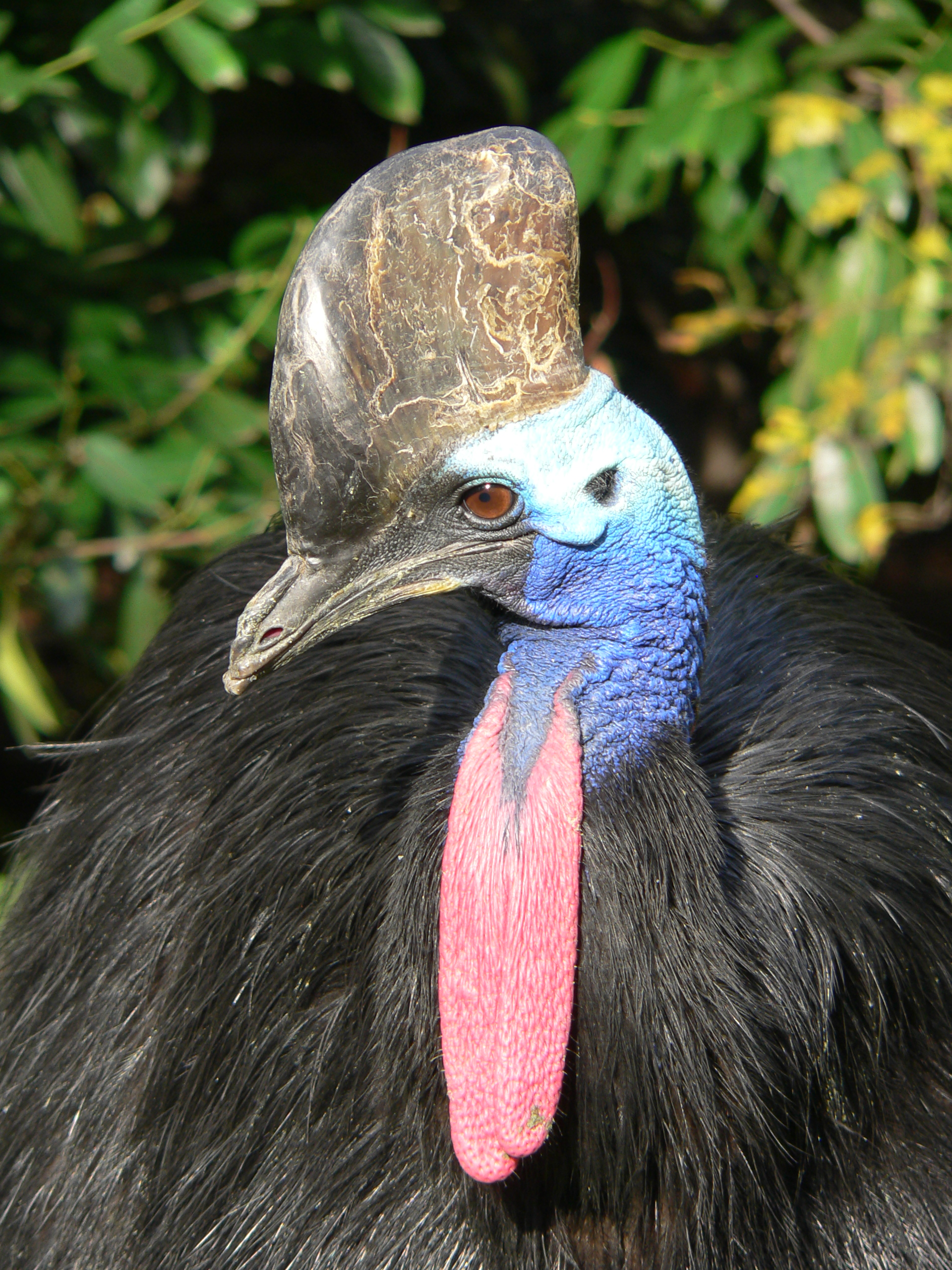
کلاه استخوانی و رگ‌دار در شترمرغ شاخدار جنوبی به پرنده کمک می‌کند تا گرمای اضافی را دفع کند.

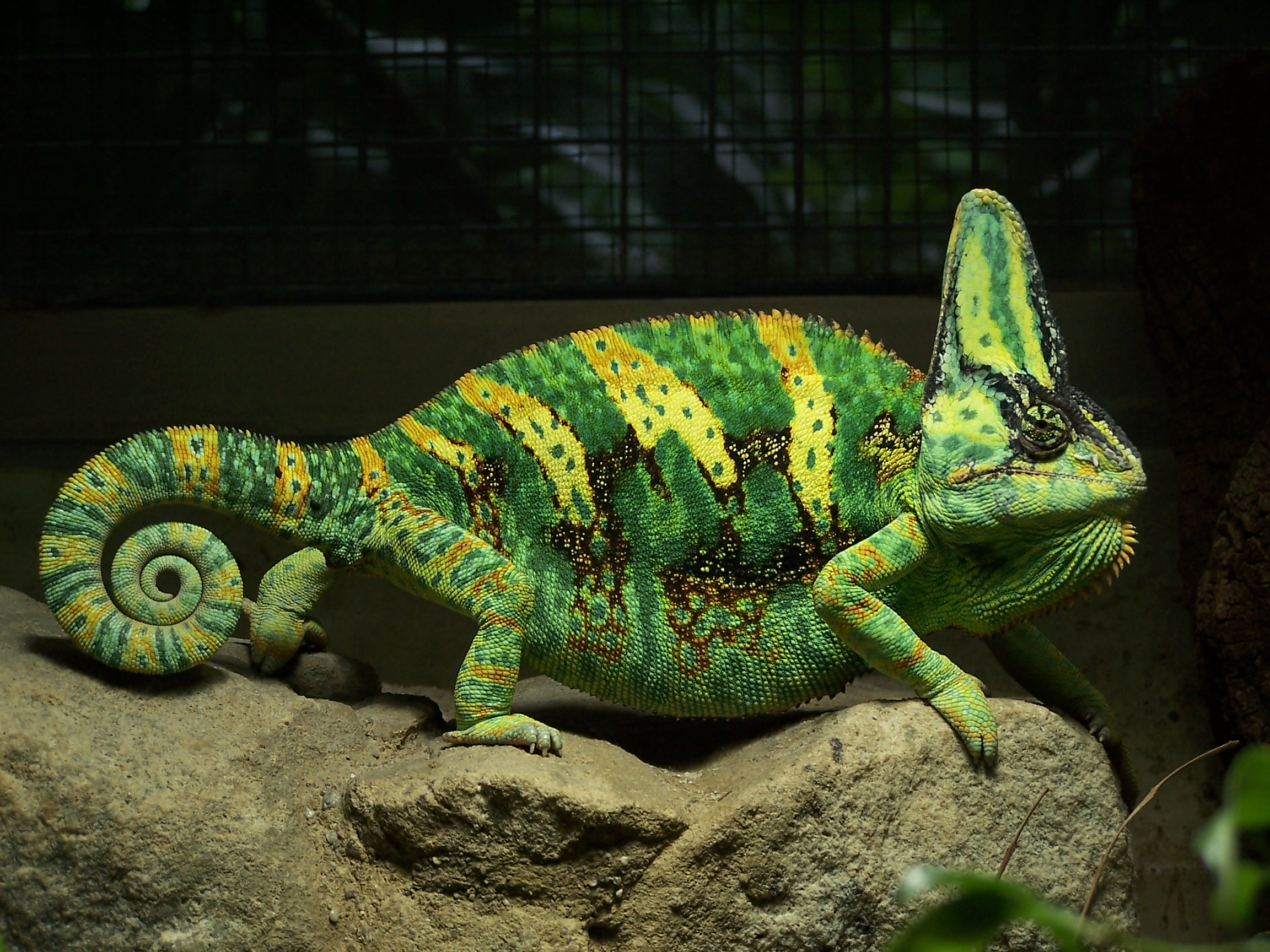
تاج (کلاه) بلند آفتاب‌پرست پرده‌دار، ناحیه گسترده‌ای را برای اتصال عضلانی فک فراهم می‌کند - و همچنین ممکن است به جانور کمک کند تا رطوبت را جمع کند یا چربی را ذخیره کند.

یک کلاه استخوانی (به انگلیسی: Casque)، یک ویژگی کالبدشناسی است که در برخی از گونه‌های پرندگان، خزندگان و دوزیستان یافت می‌شود. در پرندگان، بزرگ‌شدن استخوان‌های فک بالا یا جمجمه، یا در پیشانی، یا بالای سر، یا هر دو است. بیشتر نوک‌شاخ‌ها و همهٔ شترمرغان شاخدار کلاه استخوانی دارند. مرغ چکشی، شب‌خروش شاخ‌دار، مرغ شاخدار کلاه‌پوش و چندین گونه کاکل‌فری نیر این‌گونه هستند. توابع مختلفی برای کلاه استخوانی فرض شده‌است. آنها ممکن است یک نشانه دیداری برای جنسیت، وضعیت بلوغ یا موقعیت اجتماعی پرنده ارائه دهند. آنها ممکن است نوک را تقویت کنند و به نوک آن‌ها توانای بیشتری ببخشند. آنها ممکن است به عنوان اتاق‌های تشدید صدا عمل کنند و صداهای تولیدشده را تقویت کنند. آنها ممکن است در نبرد با سایر اعضای همان گونه استفاده شوند. آنها ممکن است در گردآوری خوراک استفاده شوند. آنها ممکن است به تنظیم دمایی کمک کنند و به پرنده در دفع گرمای اضافی کمک کنند. بنابر این، «کلاه استخوانی» ممکن است در گونه‌های مختلف عملکردهای گوناگونی داشته باشد.

## جستارهای بیشتر
- تاج (کالبدشناسی)
- کاکل (پر)
- سپر پیشانی
- پرده گردن
- نوک‌آویز (کالبدشناسی)
- غبغبک (کالبدشناسی)